# Sambation
Sambation oder Sambatyon, auch Sanbatyon und Sabbatyon (hebräisch סמבטיון) bezeichnet nach rabbinischer Tradition den legendären Fluss, hinter den die zehn verlorenen Stämme Israels durch den assyrischen König Salmanassar V. vertrieben worden sind.

## Lage
Der Sambation ist ein mythischer Fluss, der an sechs Tagen der Woche unüberquerbar ist, weil er in seiner reißenden Strömung mit voller Kraft Steine und Sand mit sich führt. Am Sabbat jedoch bleibt der Fluss stehen und ist nun wegen der Sabbatvorschriften für die exilierten Juden unpassierbar. Möglicherweise hat dieser Umstand etwas mit dem Namen zu tun.
Neben der frühen Erwähnung des Flusses in rabbinischen Quellen wird er bereits auch bei Plinius dem Älteren in dessen Naturalis historia erwähnt. Josephus lokalisierte den Fluss zwischen Arka (im Norden Libanons) und Raphaneia (in Syrien). In der nachtalmudischen Zeit stieg die Legendenbildung um den Sambation an. Der jüdische Reisende Eldad ha-Dani (9. Jahrhundert) behauptete, der Fluss schließe nicht alle zehn Stämme ab, sondern nur die Nachkommen von Moses. Zudem führe der Fluss kein Wasser, sondern nur Steine und Sand mit sich. Der Fluss fand auch Erwähnung in den Alexanderromanen und in den christlichen Antichristlegenden des Mittelalters. Im deutschen und jiddischen Sprachraum war die Rede von den „roten Juden“ (bzw. jiddisch „rojte jidlech“), die sich hinter dem Fluss bereithielten, um beim letzten Gericht zusammen mit dem Antichrist sich an den Christen zu rächen. Analoge Vorstellungen gab es in den verschiedenen messianischen Bewegungen auch auf jüdischer Seite.
Neben Eldad ha-Dani versuchten auch andere jüdische Reisende, den sagenumwobenen Fluss zu finden. So wird der Reisebericht des Petachja aus Regensburg damit eingeleitet, dass seine Reise ihn bis zum Sambation geführt habe. Ebenfalls im 12. Jahrhundert machte sich der spanische Kabbalist Abraham Abulafia auf eine Reise in den Orient, mit der Absicht den Sambation zu finden.